# San Martín de Jubia
Jubia (llamada oficialmente San Martiño de Xubia) era una parroquia española del municipio de Narón, en la provincia de La Coruña, Galicia.

## Otro nombre
La parroquia era también conocida por el nombre de San Martín de Jubia.

## Historia
La parroquia fue suprimida en 2010 pasando a ser el barrio de O Couto de la localidad de Narón.

## Entidades de población
Entidades de población que formaban parte de la parroquia:
- Cobas (As Covas)
- Cornido
- El Castro (O Castro do Petouzal)
- Faisca (A Faísca)
- Fuente de Neija (A Fonte de Neixa)
- Longras
- Outeiro (O Outeiro)
- Pena (A Pena)
- Salto (O Salto)
- Souto (O Souto)
- Vilar (O Vilar da Faísca)
- Viñas (As Viñas)
- O Couto
- O Hedreiro
- O Lodairo
- O Muíño do Vento
- A Picota
- O Picho
- A Veiga

## Demografía
| Gráfica de evolución demográfica de Jubia entre 2000 y 2010 |
|                                                             |
| Datos según el nomenclátor publicado por el INE.            |